# Schach-Weltpokal 2025
Der Schach-Weltpokal 2025 (offiziell: FIDE World Cup 2025) wird die 13. Austragung des Schachturniers der Weltschachorganisation FIDE sein und vom 31. Oktober bis 27. November 2025 stattfinden. Im Frühjahr 2025 wurde bekannt, dass die All India Chess Federation den Wettkampf ausrichten wird.

## Qualifikation
Im August 2024 veröffentlichte die FIDE ein erstes Papier mit Qualifikationskriterien, die sich gemäß der Tabelle aufteilen. Im September 2024 bestätigte die FIDE Verschiebungen von 20 Qualifikationsplätzen aus der Olympiade (VII) hin zu kontinentalen Startplätzen (V).
Über die Schacheuropameisterschaft 2024 konnten sich drei Deutsche qualifizieren: Frederik Svane, Alexander Donchenko und Rasmus Svane. Aus der Europameisterschaft 2025 stießen noch Matthias Blübaum und Niclas Huschenbeth zu den deutschen Qualifikanten.
|      | Kriterien | Teilnehmer |
| ---- | --- | --- |
| I    | amtierender Weltmeister | GM D. Gukesh |
| II   | 4 Halbfinalisten des Weltpokals 2023 | GM Magnus Carlsen GM R. Praggnanandhaa GM Nicat Abasov GM Fabiano Caruana |
| III  | amtierende Weltmeisterin | GM Ju Wenjun |
| IV   | amtierender U20-Juniorenweltmeister | GM Kasybek Nogerbek |
| Va   | jeder Kontinentalverband erhält 3 garantierte Plätze zur Vergabe 3 × Afrika 3 × Amerika 3 × Asien 3 × Europa                                             | Qualifikationsplätze werden über kontinentale Meisterschaften und Zonenturniere vergeben: - amerikanische Kontinentalmeisterschaft 2024 (4): GM Roberto García Pantoja GM Jeffery Xiong GM Cristóbal Henríquez Villagra GM Kirk Ghazarian - amerikanische Kontinentalmeisterschaft 2025 (4): GM Samuel Shankland GM José Eduardo Martínez Alcántara GM Alexandr Fier GM José Gabriel Cardoso Cardoso - Asienmeisterschaft 2025 (10): Bardiya Daneschwar GM Nihal Sarin GM Shamsiddin Vohidov GM Iwan Semljanski GM P. Iniyan GM Raja Rithvik GM Srinath Narayanan GM M. Pranesh IM G. B. Harshavardhan GM Sergei Lobanow GM Murali Karthikeyan - Europameisterschaft 2024 (20): GM Aleksandar Inđić GM Daniel Dardha GM Frederik Svane GM Bogdan-Daniel Deac GM Iwan Tscheparinow GM Maxim Tschigajew GM Daniil Juffa GM Robert Howhannisjan GM Alexander Motyljow GM Kacper Piorun GM Mateusz Bartel GM Constantin Lupulescu GM Velimir Ivić GM Rauf Məmmədov GM Wladimir Fedossejew GM Alexander Donchenko GM Emre Can GM Nikita Witjugow GM Rasmus Svane GM Uladsislau Kawaljou - Europameisterschaft 2025 (20): GM Matthias Blübaum Frederik Svane GM Maxim Rodshtein Daniil Juffa GM Benjámin Gledura GM Aryan Tari GM Gabriel Sarkissjan Nicat Abasov GM Yağız Kaan Erdoğmuş GM Ediz Gürel GM Gergely Kantor IM Riyad Səmədov GM Baadur Dschobawa GM Jorden van Foreest GM Stamatis Kourkoulos-Arditis GM David Navara Robert Howhannisjan GM Schant Sargsjan GM Maxime Lagarde GM Paul Velten GM Haik Martirosjan GM Ivan Šarić GM Əhməd Əhmədzadə GM Niclas Huschenbeth Zonenturniere: - Zone 2.2 (1): IM Shiyam Thavandiran - Zone 2.4 (2): FM Steven Rojas Salas GM Krikor Mekhitarian - Zone 3.1 (2): GM Pouya Adani GM Bardiya Daneschwar - Zone 3.3 (2): GM Tin Jingyao IM Uurtsaikh Agibileg - Zone 3.4 (4): IM Aldiyar Ansat IM Satbek Akhmedinov GM Alischer Suleimenow IM Mukhammadzokhid Suyarov - Zone 3.6 (1): GM Temur Kuibokarow |
| Vb   | 8 Plätze der Kontinentalverbände entsprechend der besten acht Junioren (Spieler unter 20 Jahren) nach Weltrangliste vom Januar 2024 6 × Asien 2 × Europa | Qualifikationsplätze werden über kontinentale Meisterschaften und Zonenturniere vergeben: - amerikanische Kontinentalmeisterschaft 2024 (4): GM Roberto García Pantoja GM Jeffery Xiong GM Cristóbal Henríquez Villagra GM Kirk Ghazarian - amerikanische Kontinentalmeisterschaft 2025 (4): GM Samuel Shankland GM José Eduardo Martínez Alcántara GM Alexandr Fier GM José Gabriel Cardoso Cardoso - Asienmeisterschaft 2025 (10): Bardiya Daneschwar GM Nihal Sarin GM Shamsiddin Vohidov GM Iwan Semljanski GM P. Iniyan GM Raja Rithvik GM Srinath Narayanan GM M. Pranesh IM G. B. Harshavardhan GM Sergei Lobanow GM Murali Karthikeyan - Europameisterschaft 2024 (20): GM Aleksandar Inđić GM Daniel Dardha GM Frederik Svane GM Bogdan-Daniel Deac GM Iwan Tscheparinow GM Maxim Tschigajew GM Daniil Juffa GM Robert Howhannisjan GM Alexander Motyljow GM Kacper Piorun GM Mateusz Bartel GM Constantin Lupulescu GM Velimir Ivić GM Rauf Məmmədov GM Wladimir Fedossejew GM Alexander Donchenko GM Emre Can GM Nikita Witjugow GM Rasmus Svane GM Uladsislau Kawaljou - Europameisterschaft 2025 (20): GM Matthias Blübaum Frederik Svane GM Maxim Rodshtein Daniil Juffa GM Benjámin Gledura GM Aryan Tari GM Gabriel Sarkissjan Nicat Abasov GM Yağız Kaan Erdoğmuş GM Ediz Gürel GM Gergely Kantor IM Riyad Səmədov GM Baadur Dschobawa GM Jorden van Foreest GM Stamatis Kourkoulos-Arditis GM David Navara Robert Howhannisjan GM Schant Sargsjan GM Maxime Lagarde GM Paul Velten GM Haik Martirosjan GM Ivan Šarić GM Əhməd Əhmədzadə GM Niclas Huschenbeth Zonenturniere: - Zone 2.2 (1): IM Shiyam Thavandiran - Zone 2.4 (2): FM Steven Rojas Salas GM Krikor Mekhitarian - Zone 3.1 (2): GM Pouya Adani GM Bardiya Daneschwar - Zone 3.3 (2): GM Tin Jingyao IM Uurtsaikh Agibileg - Zone 3.4 (4): IM Aldiyar Ansat IM Satbek Akhmedinov GM Alischer Suleimenow IM Mukhammadzokhid Suyarov - Zone 3.6 (1): GM Temur Kuibokarow |
| Vc   | 60 Plätze der Kontinentalverbände entsprechend der Weltrangliste vom Januar 2024 9 × Amerika 26 × Asien 25 × Europa                                      | Qualifikationsplätze werden über kontinentale Meisterschaften und Zonenturniere vergeben: - amerikanische Kontinentalmeisterschaft 2024 (4): GM Roberto García Pantoja GM Jeffery Xiong GM Cristóbal Henríquez Villagra GM Kirk Ghazarian - amerikanische Kontinentalmeisterschaft 2025 (4): GM Samuel Shankland GM José Eduardo Martínez Alcántara GM Alexandr Fier GM José Gabriel Cardoso Cardoso - Asienmeisterschaft 2025 (10): Bardiya Daneschwar GM Nihal Sarin GM Shamsiddin Vohidov GM Iwan Semljanski GM P. Iniyan GM Raja Rithvik GM Srinath Narayanan GM M. Pranesh IM G. B. Harshavardhan GM Sergei Lobanow GM Murali Karthikeyan - Europameisterschaft 2024 (20): GM Aleksandar Inđić GM Daniel Dardha GM Frederik Svane GM Bogdan-Daniel Deac GM Iwan Tscheparinow GM Maxim Tschigajew GM Daniil Juffa GM Robert Howhannisjan GM Alexander Motyljow GM Kacper Piorun GM Mateusz Bartel GM Constantin Lupulescu GM Velimir Ivić GM Rauf Məmmədov GM Wladimir Fedossejew GM Alexander Donchenko GM Emre Can GM Nikita Witjugow GM Rasmus Svane GM Uladsislau Kawaljou - Europameisterschaft 2025 (20): GM Matthias Blübaum Frederik Svane GM Maxim Rodshtein Daniil Juffa GM Benjámin Gledura GM Aryan Tari GM Gabriel Sarkissjan Nicat Abasov GM Yağız Kaan Erdoğmuş GM Ediz Gürel GM Gergely Kantor IM Riyad Səmədov GM Baadur Dschobawa GM Jorden van Foreest GM Stamatis Kourkoulos-Arditis GM David Navara Robert Howhannisjan GM Schant Sargsjan GM Maxime Lagarde GM Paul Velten GM Haik Martirosjan GM Ivan Šarić GM Əhməd Əhmədzadə GM Niclas Huschenbeth Zonenturniere: - Zone 2.2 (1): IM Shiyam Thavandiran - Zone 2.4 (2): FM Steven Rojas Salas GM Krikor Mekhitarian - Zone 3.1 (2): GM Pouya Adani GM Bardiya Daneschwar - Zone 3.3 (2): GM Tin Jingyao IM Uurtsaikh Agibileg - Zone 3.4 (4): IM Aldiyar Ansat IM Satbek Akhmedinov GM Alischer Suleimenow IM Mukhammadzokhid Suyarov - Zone 3.6 (1): GM Temur Kuibokarow |
|      | 20 Plätze der Kontinentalverbände aus der Schacholympiade 2024 9 × Amerika 11 × Europa                                                                   | Qualifikationsplätze werden über kontinentale Meisterschaften und Zonenturniere vergeben: - amerikanische Kontinentalmeisterschaft 2024 (4): GM Roberto García Pantoja GM Jeffery Xiong GM Cristóbal Henríquez Villagra GM Kirk Ghazarian - amerikanische Kontinentalmeisterschaft 2025 (4): GM Samuel Shankland GM José Eduardo Martínez Alcántara GM Alexandr Fier GM José Gabriel Cardoso Cardoso - Asienmeisterschaft 2025 (10): Bardiya Daneschwar GM Nihal Sarin GM Shamsiddin Vohidov GM Iwan Semljanski GM P. Iniyan GM Raja Rithvik GM Srinath Narayanan GM M. Pranesh IM G. B. Harshavardhan GM Sergei Lobanow GM Murali Karthikeyan - Europameisterschaft 2024 (20): GM Aleksandar Inđić GM Daniel Dardha GM Frederik Svane GM Bogdan-Daniel Deac GM Iwan Tscheparinow GM Maxim Tschigajew GM Daniil Juffa GM Robert Howhannisjan GM Alexander Motyljow GM Kacper Piorun GM Mateusz Bartel GM Constantin Lupulescu GM Velimir Ivić GM Rauf Məmmədov GM Wladimir Fedossejew GM Alexander Donchenko GM Emre Can GM Nikita Witjugow GM Rasmus Svane GM Uladsislau Kawaljou - Europameisterschaft 2025 (20): GM Matthias Blübaum Frederik Svane GM Maxim Rodshtein Daniil Juffa GM Benjámin Gledura GM Aryan Tari GM Gabriel Sarkissjan Nicat Abasov GM Yağız Kaan Erdoğmuş GM Ediz Gürel GM Gergely Kantor IM Riyad Səmədov GM Baadur Dschobawa GM Jorden van Foreest GM Stamatis Kourkoulos-Arditis GM David Navara Robert Howhannisjan GM Schant Sargsjan GM Maxime Lagarde GM Paul Velten GM Haik Martirosjan GM Ivan Šarić GM Əhməd Əhmədzadə GM Niclas Huschenbeth Zonenturniere: - Zone 2.2 (1): IM Shiyam Thavandiran - Zone 2.4 (2): FM Steven Rojas Salas GM Krikor Mekhitarian - Zone 3.1 (2): GM Pouya Adani GM Bardiya Daneschwar - Zone 3.3 (2): GM Tin Jingyao IM Uurtsaikh Agibileg - Zone 3.4 (4): IM Aldiyar Ansat IM Satbek Akhmedinov GM Alischer Suleimenow IM Mukhammadzokhid Suyarov - Zone 3.6 (1): GM Temur Kuibokarow |
| VI   | 13 höchstgewertete, nicht qualifizierte Spieler aus der Weltrangliste vom Juni 2025                                                                      | GM Hikaru Nakamura GM Erigaisi Arjun GM Nodirbek Abdusattorov GM Alireza Firouzja GM Wei Yi GM Jan Nepomnjaschtschi GM Aravindh Chithambaram GM Anish Giri GM Şəhriyar Məmmədyarov GM Wesley So GM Viswanathan Anand GM Lewon Aronjan GM Leinier Domínguez |
| VII  | 100 80 Spieler, nominiert von den besten Nationen nach Endtabelle der Schacholympiade 2024                                                               | GM Luis Paulo Supi IM Manon Reja Neer |
| VIII | 4 Spieler, nominiert vom FIDE-Präsidenten | |
| IX   | 2 Spieler, nominiert vom Organisator | |